# Otto Graff (Maler)

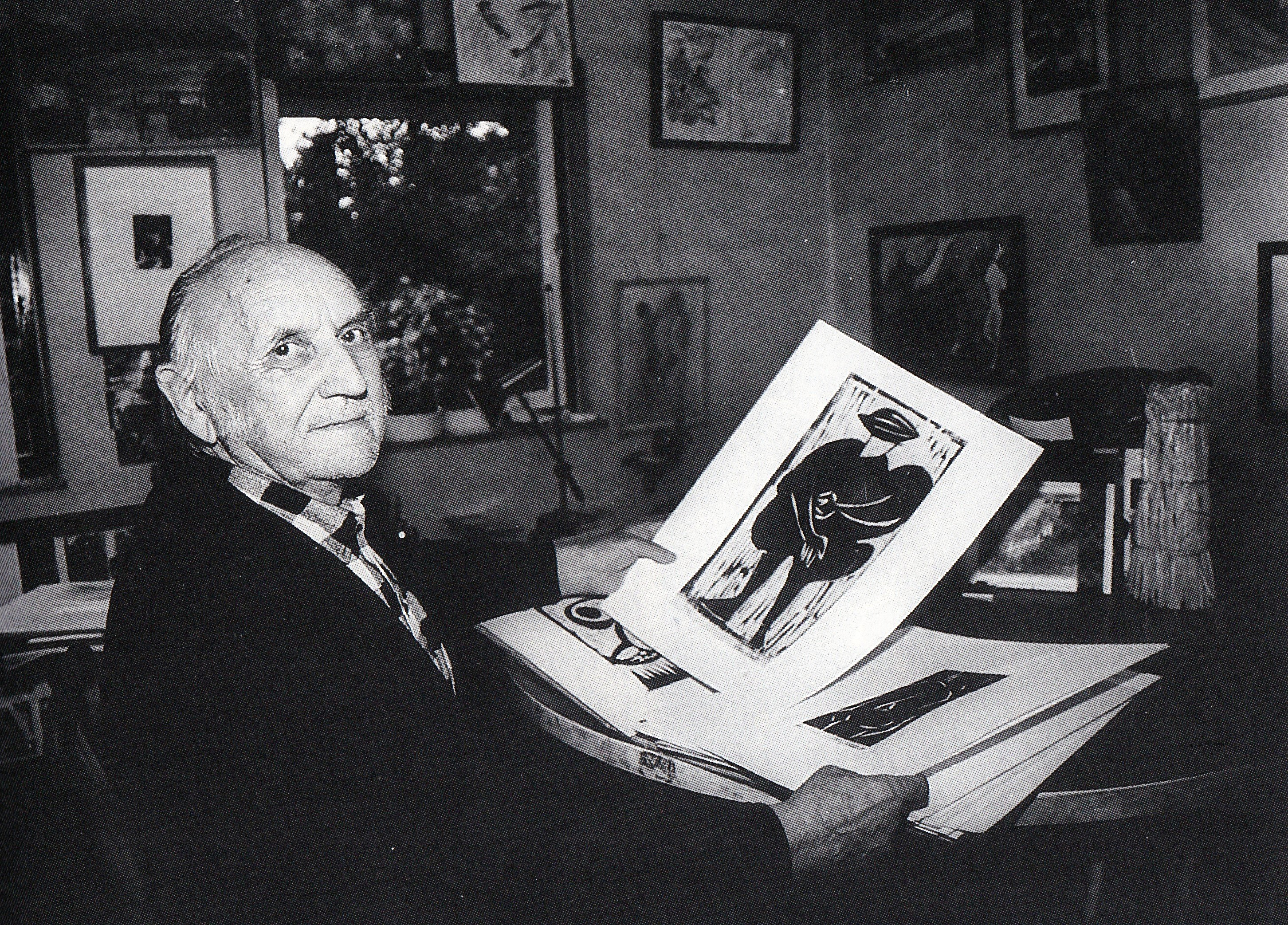
Otto Graff 1994

Otto Graff (* 22. Februar 1915 in Fiddichow, Provinz Pommern; † 3. April 1997 in Erftstadt) war ein deutscher Maler. Zu seinem Werk gehören neben über 1000 Holzschnitten zahlreiche Ölbilder, Aquarelle, Bilder in Mischtechnik, Zeichnungen sowie auch Gedichte.

## Ausstellungen
- Stadt Erftstadt Galerie Videre, 27. August 1978
- Oberzier bei Düren, 18. – 26. November 1978, 17. – 25. November 1979 und 15. – 23. November 1980
- Düsseldorf, Galerie LFI, Dezember 1979
- Offenburg, Galerie am Eck, 7. – 29. Juni 1980
- Albstadt-Tailfingen, Paulusgalerie, ab 6. Juli 1980, ab 25. Januar 1981 und 5. März – 27. Mai 1983
- Köln, Pinel-Buchladen des Kölner LFI der DAP e.V., Otto Graff – Annäherungsversuche, 12. Juli – 7. August 1981
- Heimbach / Eifel, Torhaus der Burg Heimbach, 25. Juli – 16. August 1981 und 10. – 30. September 1983
- Zülpich-Wichterich, 17. – 25. November 1984 und 14. – 22. November 1987
- Erftstadt-Lechenich, Pfarrzentrum St. Kilian, 17. – 22. September 1985
- Bergheim, Kunst im Kreishaus: Otto Graff zum 70. Geburtstag, 3. – 29. März 1985
- Kerpen-Mödrath, "die galerie", 20. November – 13. Dezember 1985
- Stadt Pulheim, Rathausfoyer, 12. September – 10. Oktober 1986
- Moresnet / Belgien, 18. – 26. November 1989 und 13. – 21. November 1993
- Stadt Erftstadt – Kulturamt (Herausgeber): Otto Graff – Holzschnitte zu „Die Erzählungen von Tausendundein Nächten“, 25. Mai – 16. Juni 1991 im Herriger Tor Erftstadt-Lechenich
- Interart Moskau 4. – 11. Juli 1991, 2. große Kunstausstellung
- Kronenburg, Haus des Gastes, 1991
- Künstlerforum Erftstadt e. V. – Schaufenster: Otto Graff – 100 Zeichnungen aus den Skizzenbüchern, * 27. Juni – 5. Juli 1992 in der Galerie Karin Palme
- Bad Hönningen, Burg Ariendorf, 23. Oktober – 15. November 1992
- Erftstadt-Liblar, Galerie Viry-Chatillon-Platz, 5. März – 17. April 1995
- Erftstadt-Lechenich, Stadthaus am Herriger Tor, 2002
- Köln, Praxis E.M. Jungeblodt, Moselstr. 76, Otto Graff an Oder und Erft, 9. Dezember 2004 – 28. Februar 2005
- „Otto Graff – Bilder“, 7. bis 22. Juni 2008, Stadthaus Erftstadt
- „Mein Fiddichow – Der Künstler Otto Graff und seine Heimat“, 1. März bis 26. April 2009, Stadtmuseum Schwedt[1]
- Erftstadt-Liblar, KreativHalle44, 12. – 19. September 2010
- Erftstadt-Lechenich, Stadthaus am Herriger Tor: Otto Graff zum 100. Geburtstag, 21. Februar – 1. März 2015
- Ausstellung zum 100. Geburtstag des Erftstädter Künstlers Otto Graff, 14./15. November 2015, Donatusschule Erftstadt-Liblar